# Søren Gyldendal

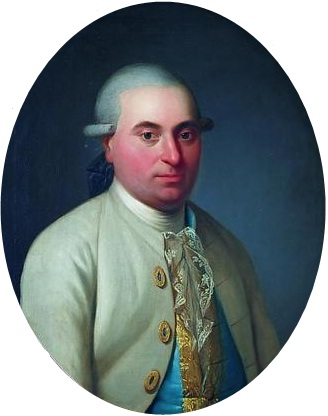
Retrat de Søren Gyldendal

Søren Gyldendal   (12 d'abril de 1742 - 8 de febrer de 1802) va ser un llibreter danès que va fundar Gyldendal, que es va convertir en l'editorial més gran de Dinamarca.

## Biografia
Søren Jensen Gyldendal va néixer a Aars a Vesthimmerland, Dinamarca. Gyldendal va assistir a l'Aarhus Katedralskole, es va graduar a la Universitat de Copenhaguen el 1766 i va fer l'examen philosophicum l'any següent. Va adquirir una llibreria i l'any 1770 va iniciar la seva editorial independent.
Cada any, en l'aniversari del seu aniversari, la Fundació Søren Gyldendal (Søren Gyldendal Fonden) atorga un premi al seu nom, el Premi Søren Gyldendal (Søren Gyldendal Prisen). Des del 2009, el premi ha estat de 200.000 DKK. Cada dos anys s'atorga un escriptor de ficció i cada dos anys el premi recau en un autor de no ficció.